# Praktglasögonfågel
Praktglasögonfågel (Dasycrotapha speciosa) är en starkt utrotningshotad fågel i familjen glasögonfåglar som förekommer i Filippinerna.

## Utseende och läten
Praktglasögonfågeln är som namnet avslöjar en praktfull fågel, med en kroppslängd på 16 cm. Den är lysande gul på näbb, panna, tygel, haka och i en ring runt ögat. Hjässa och örontäckare är svarta, de senare med tunna, vita streck. Bakom och ovanför ögat syns en eldorange fläck.
Bakre delen av hjässan är gul med en tunn, svart nackkrage, medan resten av ovansidan är olivgrön med vita spolstreck. Undersidan är gul, på bröst och buk nersmutsat olivgrön och på bröstet med stora, svarta fläckar. Sången beskrivs som bestående av korta och melodiska fraser.

## Utbredning och systematik
Praktglasögonfågeln förekommer i Filippinerna, på öarna Negros och Panay. Den behandlas som monotypisk, det vill säga att den inte delas in i några underarter.

### Släktes- och familjetillhörighet
Liksom flera andra glasögonfåglar i Filippinerna behandlades den tidigare som en medlem av familjen timalior (Timaliidae), då i släktet Stachyris. Genetiska studier visar dock att de är en del av glasögonfåglarna.

## Levnadssätt
Praktglasögonfågeln hittas i tät undervegetation i ursprunglig skog, men även i skogsbryn och skog påverkad av människan, mellan 75 och 1180 meters höjd. Den ses vanligen när marken där den födosöker långsamt och metodiskt bland löv efter insekter. Arten påträffas enstaka eller i smågrupper med tre eller ibland fler fåglar, ofta tillsammans med andra fåglar som solfjäderstjärtar, lövsångare eller skräddarfåglar. Häckningen är okänd annat än att ungfåglar noterats i augusti, men fåglar i häckningstillstånd från olika månader under året.

## Status och hot
Utbredningsområdet är litet och krympande, populationen uppskattas till högst 10.000 vuxna individer och den hotas av skogsavverkning. Internationella naturvårdsunionen IUCN kategoriserar därför arten som starkt hotad.

## Taxonomi och namn
Praktglasögonfågeln beskrevs vetenskapligt av Arthur Hay, 9:e markisen av Tweeddale, år 1878. Det vetenskapliga artnamnet speciosa betyder "vacker" på latin.